# Lycaena postistriata
Lycaena postistriata är en fjärilsart som beskrevs av Robson 1888. Lycaena postistriata ingår i släktet Lycaena och familjen juvelvingar. Inga underarter finns listade i Catalogue of Life.